# Pont-sur-Sambre

Pont-sur-Sambre este o comună în departamentul Nord, Franța. În 1 ianuarie 2022 avea o populație de 2.387 de locuitori.